# Вышенский Успенский монастырь
Успе́нский Вы́шенский монасты́рь (Успе́нская Вы́шенская пу́стынь) — женский монастырь Скопинской епархии Русской православной церкви, расположенный в посёлке Выша при впадении в реку Цну её притока Выши. Восстановлен как женский монастырь в 1990 году.

## История
О первоначальном существовании Вышенской Успенской Пустыни известно отчасти по преданию, отчасти по документам, приведённым в книге игумена Тихона (Ципляковского), изданной в Тамбове в 1881 году. Основан он был предположительно в XVI—XVII веках: в письменных источниках впервые упомянут в 1625 году в грамоте матери царя Михаила Фёдоровича — Марфы: «…храм Успения Пресвятыя Богородицы перенесть и кельи и всякие хоромы, на новом месте велеть строить монастырь» — монастырь в это время уже существовал и находился в восьми верстах от нового места выше по течению реки Выши, на её левом берегу. Марфа Иоанновна пожаловала обители отводную грамоту, определив новое (нынешнее) место — вблизи судоходной тогда реки Цны. Старое место расположения, известное как «Старая пустынь и огородище», продолжало принадлежать монастырю до 1897 года, пока не состоялся обмен участками земли с местным помещиком Эмманиулом Дмитриевичем Нарышкиным.
В течение 36 лет, начиная с 1625 года, строителем пустыни был упомянутый в грамоте иеромонах Тихон; а его преемник, игумен Герасим, управлял обителью ещё дольше — 59 лет. При нём увеличилось количество земельных угодий пустыни.
Судя по всему, изначально обитель не была именитой и богатой, поэтому в 1724 году «за малобратственностью и бедным положением» она была упразднена и приписана к Чернеевскому Никольскому монастырю; на тот момент в ней числилось всего 4 насельника: строитель иеромонах Авраамий, и монахи Мисаил, Филипп и Арсений. Однако вскоре, по-видимому, она была восстановлена, оставшись приписной — имеется сообщение, что «в монастырском архиве письменная документальность начинается с 1727 года…» В 1737 году «в той пустыни… церквей было две — обе малыя деревянныя, келлий три. Да в той же пустыни монахов один и вдовый поп, дьячек и пономарь, а угодий и доходов не имеется и не бывает, токмо имеется сеннаго покосу сто копен и пчельнаго заводу малое число».
В 1739 году в монастыре проживали иеромонах Иосиф и 4 насельника, а в 1744 году — 3 монаха и 1 псаломщик. В 1740 году настоятелем стал иеромонах Филарет, в 1743 — иеромонах Пахомий. В 1753 году сюда был переведён для служения иеромонах Авраамий из Троицкого монастыря «что при Переславле на устье реки Павловой», а в следующем году настоятелем был назначен игумен Досифей. При его настоятельстве, продолжавшемся до 1761 года, вместо сгоревшей деревянной Успенской церкви началась постройка каменной, освящённая уже при игумене Василии в 1762 году.
В 1764 году монастырь стал самостоятельным, заштатным. Во время беспорядков в 1774 году была ограблена соборная Успенская церковь, но монахов не тронули.
С 1780 по 1789 год настоятелем был иеромонах Леонтий, при котором в 1784 году произошло межевание земельных участков и составлены описи имущества: «Церковь во имя Успения Божией Матери хотя каменная, но тесовая кровля на ней „ныне видится весьма ветха“. Колокольня дубовая рублена осмериком, крыта тесом. Монастырь огорожен забором из разного лесу». Иеромонаха Леонтия сменил иеромонах Иоанн, а его (в 1795) — иеромонах Лаврентий, при котором в Успенском соборном храме был устроен левый придел во имя преподобного Сергия Радонежского.

### Расцвет монастыря в XIX веке
Новая страница в жизни Вышенского монастыря связана с переходом в XIX веке в ведение Тамбовской епархии, которой в то время управлял архиепископ Феофил (Раев). Благодаря ему из Саровского монастыря был переведён иеромонах Тихон, под руководством которого Вышенский монастырь был отстроен практически заново. При игумене Тихоне (игуменство в 1800—1844 годах) возведены каменная четырёхъярусная колокольня с Троицким храмом (освящён в 1818), каменные кельи и каменная ограда с башнями.
Главная святыня монастыря — список чудотворной Казанской иконы Божией Матери — была отдана обители 7 марта 1827 года по завещанию монахини Вознесенского Тамбовского монастыря Миропии (в миру, дворянка Мария Ивановна Аденкова или Данкова), после бывшего ей сновидения.
В 1866—1894 годах в монастыре жил епископ Феофан. С 1872 года он проводил своё время в полном уединении (затворе), собственноручно устроив для молитв небольшой домовый храм Богоявления Господня.
Немного ранее, 30 марта 1862 года, занимая должность епископа Тамбовской епархии, св. Феофан назначил на должность игумена бывшего эконома архиерейского дома Аркадия, при котором было построено немало новых строений монастыря.
При архимандрите Аркадии построены двухэтажный каменный братский корпус с аптекой, богадельня, две каменные гостиницы, пекарня, конюшня и постоялый двор. При его настоятельстве был учреждён крестный ход из Выши в Моршанск и Тамбов с чудотворной иконой.

## Разорение и возрождение монастыря в XX веке
В 1920-х годах монастырь был закрыт, здания и всё имущество бывшей обители национализированы, а монахи выселены.
Найдём ли мы в жизни и в литературе описание, аналогичное тому, которое приводит Штейнберг о происшествии в Шацком уезде Тамбовской губернии. Есть там почитаемая народом Вышинская икона Божьей Матери. В деревне свирепствовала испанка. Устроили молебствие и крестный ход, за что местной ЧК были арестованы священники и сама икона… Крестьяне узнали о глумлении, произведённом в ЧК над иконой: «плевали, шаркали по полу», и пошли «стеной выручать Божью Матерь». Шли бабы, старики, ребятишки. По ним ЧК открыла огонь из пулемётов. «Пулемёт косит по рядам, а они идут, ничего не видят, по трупам, по раненым, лезут напролом, глаза страшные, матери детей вперёд, кричат: „Матушка, Заступница, спаси, помилуй, все за тебя ляжем…“ Страху уже в них не было никакого».
Единственным собором, где некоторое время (до 1938 года) продолжались богослужения, оставался Христорождественский. Территория обители использовалась как лесное хозяйство, совхоз по свиноводству, детский городок, а с 1938 года в строениях монастыря обосновалась областная психиатрическая больница. В 1960-х годах была взорвана монастырская колокольня.
Летом 1972 года иерей Георгий Глазунов и игумен Марк (Лозинский) вместе с двумя студентами Московской духовной академии, иеромонахами Елевферием (Диденко) и Георгием (Тертышниковым) проникли в закрытый Вышенский монастырь, где в подклети Казанского собора был погребён почитаемый ими епископ Феофан. Увидев «мерзость запустения» на святом месте и совершив панихиду, они решили во что бы то ни стало вывезти честные останки святителя. Вскоре отца Георгия Глазунова вновь посетил иеромонах Елевферий, на этот раз один. Повторная поездка в Вышу принесла добрый плод — сотоварищи, спустившись в склеп, перебрали руками всё «от и до», обрели мощи и забрали их с собой. Шеститонную надгробную плиту вывезли позже.
В 1988 году состоялась канонизация Феофана Затворника, которая привлекла внимание общественности к заброшенной Вышенской обители. В 1990 году началось возрождение обители: часть зданий была передана Церкви для организации женского монастыря.
29 июня 2002 года при участии патриарха Алексия состоялось торжественное перенесение мощей святителя Феофана в Вышенский монастырь.

## Здания монастырского ансамбля
Монастырский ансамбль зданий в основном сложился в течение XIX века и включал в себя следующее:
Успенская церковь
Это самая первая церковь в монастыре. В год первого упоминания (1625) деревянный храм был перенесён на новой место. В 1761 году вместо сгоревшего храма был возведён двухпридельный каменный, — освящённый в 1762 году игуменом Василием. Первоначально, за правым клиросом (со стороны никольского придела) находилась чудотворная Казанская икона Божией Матери, за левым клиросом (со стороны сергиевского придела) — икона кизических мучеников.
После возрождения монастыря Успенская церковь была первой, где начались реставрационные работы. Храм был освящён 21 июня 1998 года архиепископом Симоном (Новиковым).
Казанский собор
Каменный собор начали строить в 1831 году и окончили в 1844 году. На его постройку значительный капитал в шесть тысяч рублей поступил по духовному завещанию моршанского протоиерея Иоанна Наполинского. Казанский собор был «устроен по плану, который был снят с Саровского Успенского собора. Вышенский Собор уступает своему образцу размерами и внутренним украшением». Пятикупольный собор имел крестообразный вид, одинаковый в длину и ширину; со всех четырёх сторон имел колонны с красивыми фронтонами. В нём было три престола: средний — казанский (освящён 16 июня 1844 года); правый — в честь Владимирской иконы Божией Матери, а левый — в честь Рождества Иоанна Крестителя (освящёны, соответственно, 15 и 16 августа 1845 года). В главном приделе с 1844 года находилась чудотворная Казанская икона Божией Матери.
В 1875 году внутренность храма была художественно расписана, устроен иконостас с позолоченной на полименте резьбой. В иконостасе были помещено несколько икон, написанных епископом Феофаном, который и был погребён здесь после своей смерти в 1894 году.
Христорождественский собор
«Тёплый» каменный собор строился в 1874—1890 годах. Он был пятикупольный, двухпрестольный: главный престол — в честь Рождества Христова; боковой — в честь мучеников Адриана и Натальи (освящены настоятелем архимандритом Аркадием). Собор с трёх сторон был украшен колоннами и портиками ионического ордера. В этот собор была перенесена почитаемая икона Девяти мучеников Кизических.
Домовая церковь епископа Феофана в честь Богоявления Господня
Была устроена в архиерейских покоях с разрешения епархиального начальства в 1867 году. Она была вся устроена руками епископа Феофана, который, начиная со дня своего затвора, до 1888 года ежедневно совершал в ней литургию.
Колокольня
Каменная четырёх ярусная колокольня была построена в 1818 году. В 1914 году на ней было 14 колоколов, самый большой из которых весил 726 пудов. В среднем ярусе колокольни была устроена троицкая церковь, освященная 8 января 1818 года. В 1970-х годах колокольня была разобрана.
Прочие здания
В начале XX века для размещения братии и хозяйственных нужд имелось 13 корпусов: 12 каменных и одного деревянного ссыпного амбара. Вне монастырской ограды было два каменных гостиных дома.